# Jimmy Haslam

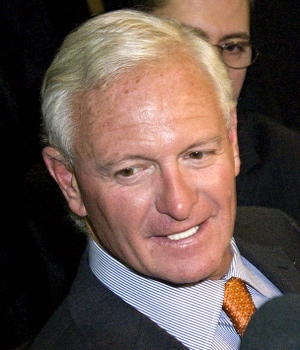
Jimmy Haslam

James Arthur „Jimmy“ Haslam III (* 9. März 1954 in Knoxville, Tennessee) ist ein US-amerikanischer Unternehmer und Besitzer des American-Football-Teams Cleveland Browns aus der National Football League.

## Karriere
Jimmy Haslam studierte an der University of Tennessee. Anschließend arbeitete er ab 1976 bei der Firma Pilot Flying J Corporation. Im Jahr 1980 wurde er deren Vize-Präsident. 1996 wurde er zum CEO befördert.
2008 wurde bekannt gegeben, dass die Firma CVC Capital Partners 49,8 % der Firma übernommen hat. Sitz der Pilot Corporation ist Knoxville im Bundesstaat Tennessee.
2012 übernahm er die NFL-Franchise Cleveland Browns.

## Vermögen
Jimmy Haslams Gesamtvermögen wird von Forbes auf 2,3 Milliarden US-Dollar geschätzt, womit er Platz 771 der The-World’s-Billionaires-Liste 2016 belegt.

## Privat
Jimmy Haslam ist verheiratet und Vater von drei Kindern. Er ist der Bruder des Gouverneurs von Tennessee, Bill Haslam.